# Luana Borgia
Luana Borgia (née le 28 septembre 1967 à Seveso, dans la province de Monza et de la Brianza, en Lombardie) est une actrice pornographique italienne.

## Filmographie
- Fetichisme (2001)
- Galaxina 2 (2001)
- Pulp (2001)
- Polar X (1999)
- Voyeurs (1999)
- Concetta Licata 3 (1997) La vengeance
- Usura (1997)
- La nebbia del passato (1996)
- Eros e Tanatos (1995)
- Euroflesh 10: Rome After Dark (1995)
- My Wife for All (1995)
- Il testamento (1994)
- Le avventure di Turpix (1994)
- Palestra - Attrezzi per signora (1994)
- Rosa (1993)
- Sotto il vestito... tutto da scoprire (1993)
- Tre settimane di intenso piacere (1993)
- Colpo grosso in Porno Street... sesso senza fine (1992)
- Luana la porcona (1992)
- Valentina Valentina (1992)
- Le doppie bocche di Luana (1991)
- Bagnate davanti e di dietro (1991)
- Frissons italiens (Brivido al sole) (1991)
- Senza scrupoli 2 (1990)
- Guendalina (1989)